# Joods Winschoten

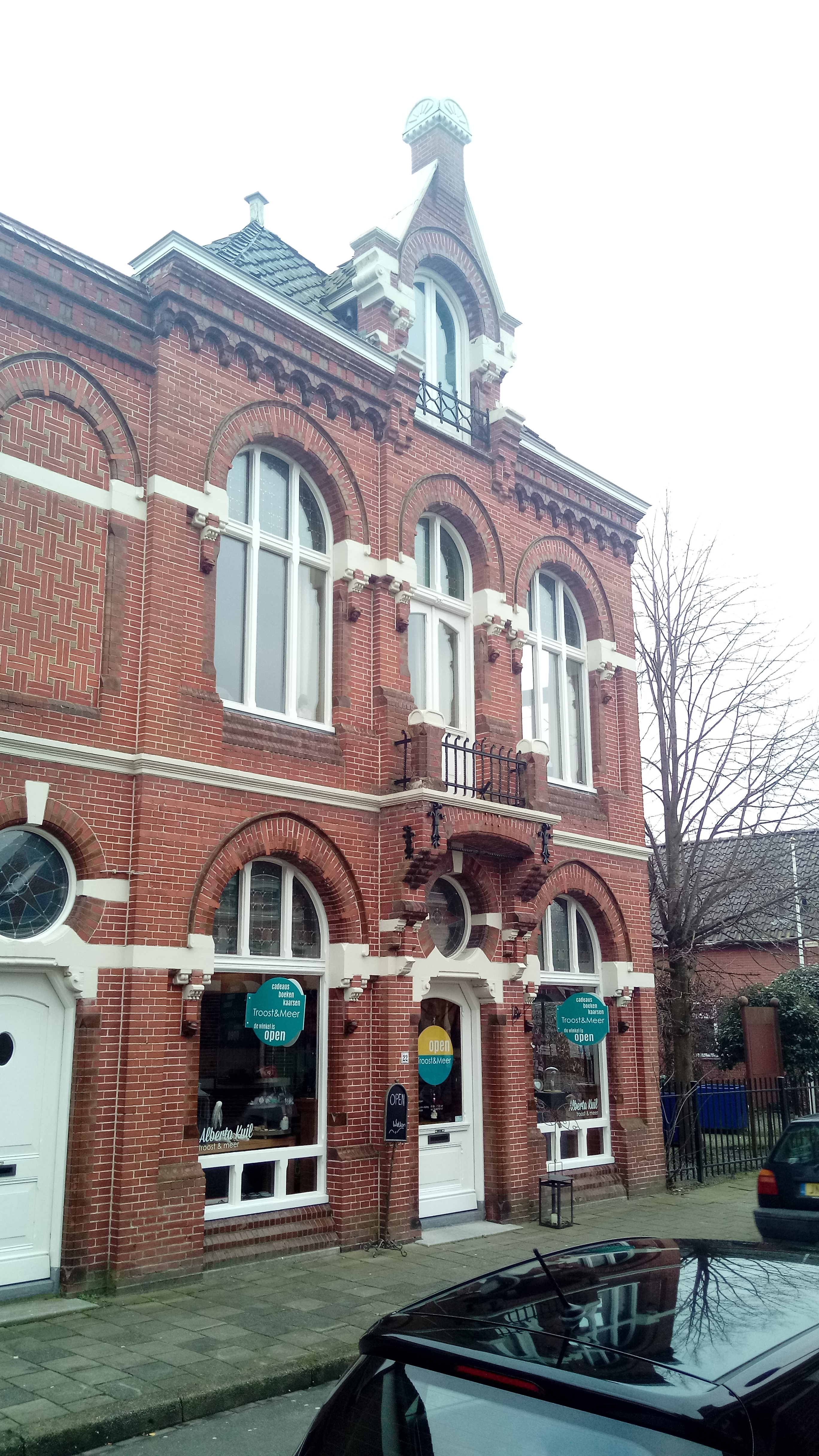
Rabinaatswoning (2020)

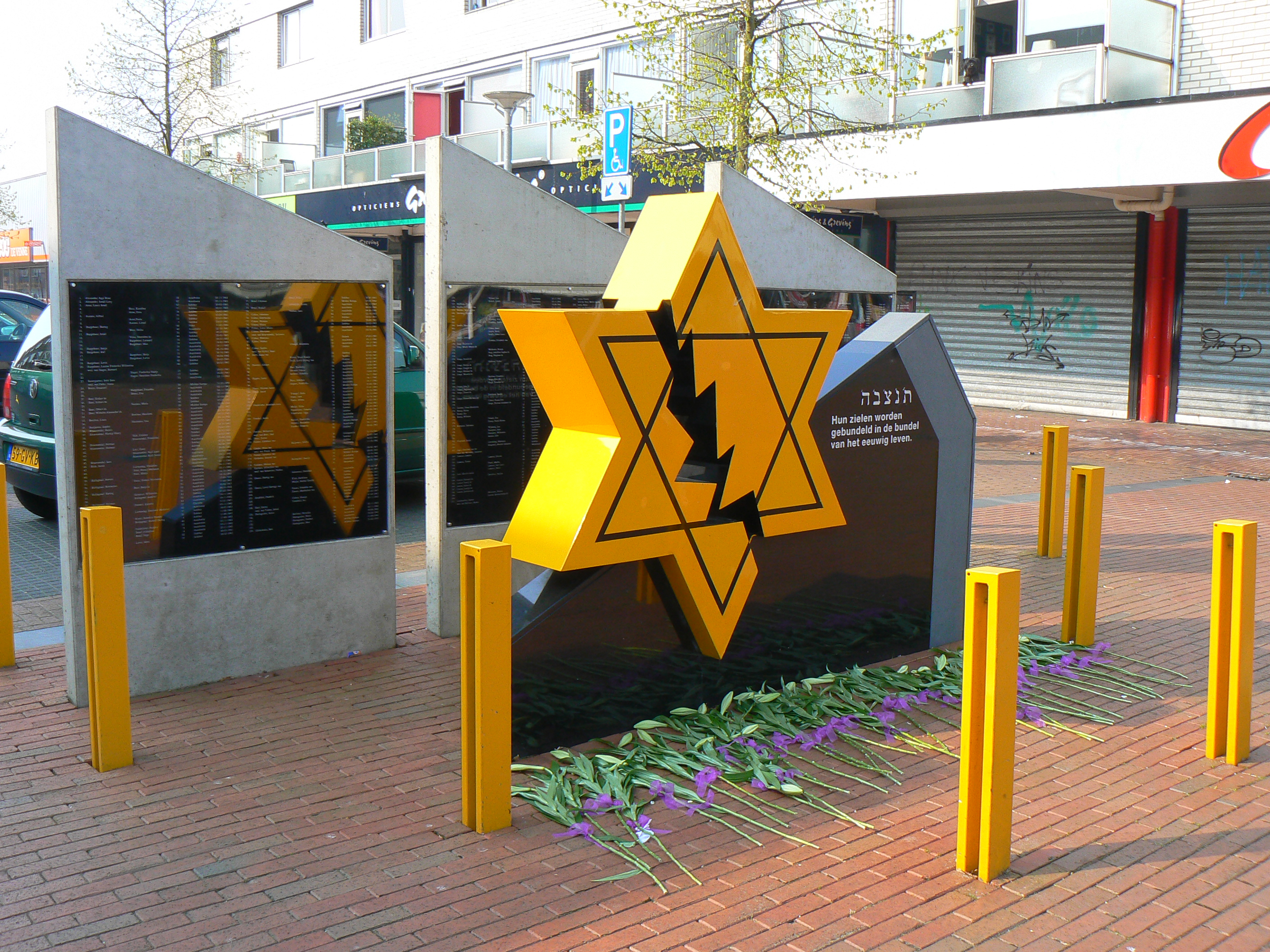
Joods monument

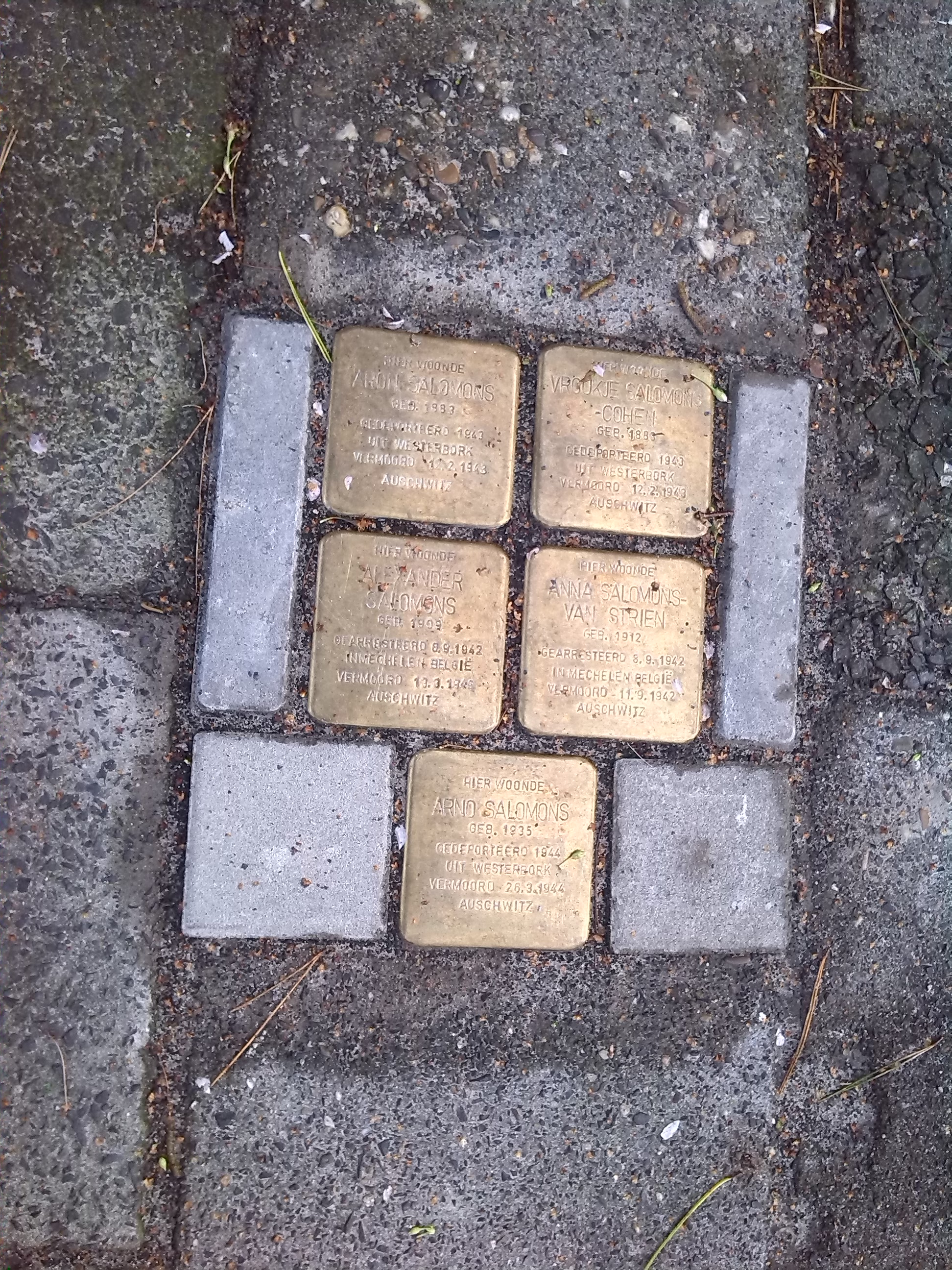
Stolpersteine voor familie Salomons in Winschoten

De geschiedenis van Joods Winschoten begint in de negentiende en het begin van de twintigste eeuw. Winschoten werd een echte handelsstad, mede door de aanwezigheid van vele Joden. Vanaf 1683 vestigden zich de eerste Joden in Winschoten en in de loop van de tijd werden het steeds meer. Na Amsterdam (11,7%) werd Winschoten met ruim 10% de tweede stad met Joden in Nederland. Op een bevolking van 4.972 inwoners had Winschoten in 1859 een Joodse gemeenschap van 534 personen (10 procent van de gehele bevolking, na Amsterdam de stad met de percentueel het hoogste aantal Joden). De bijnaam voor Winschoten was Sodom. Inwoners werden daarom ook wel Sodommers genoemd, maar ook wel gekscherend Tellerlikkers. De bijnaam Sodom is in de 19e eeuw ontstaan binnen de Joodse gemeenschap van Winschoten. Een rabbijn was op sabbat ontstemd door het geringe aantal mannelijke aanwezigen tijdens zijn dienst in de synagoge aan de Langestraat. Die dag stond het verhaal van Abraham en Sodom en Gomorra op het leesrooster. Sodom was de stad waar Abraham nog geen tien rechtvaardigen kon vinden om het te redden van de ondergang. De rabbijn vergeleek met een briljante woordgrap vanuit het Hebreeuws Winschoten met Sodom. (‘’Winschoten, dat betekent Winsjgotem’’, oftewel ‘Winschoten betekent: ‘de mannen waren zondaren’’) Het verhaal is ongetwijfeld binnen de joodse gemeenschap, maar ook daarbuiten uitgebreid doorverteld. Door de vele Joden was een andere bijnaam ook Lutje Mokum (Klein Amsterdam).

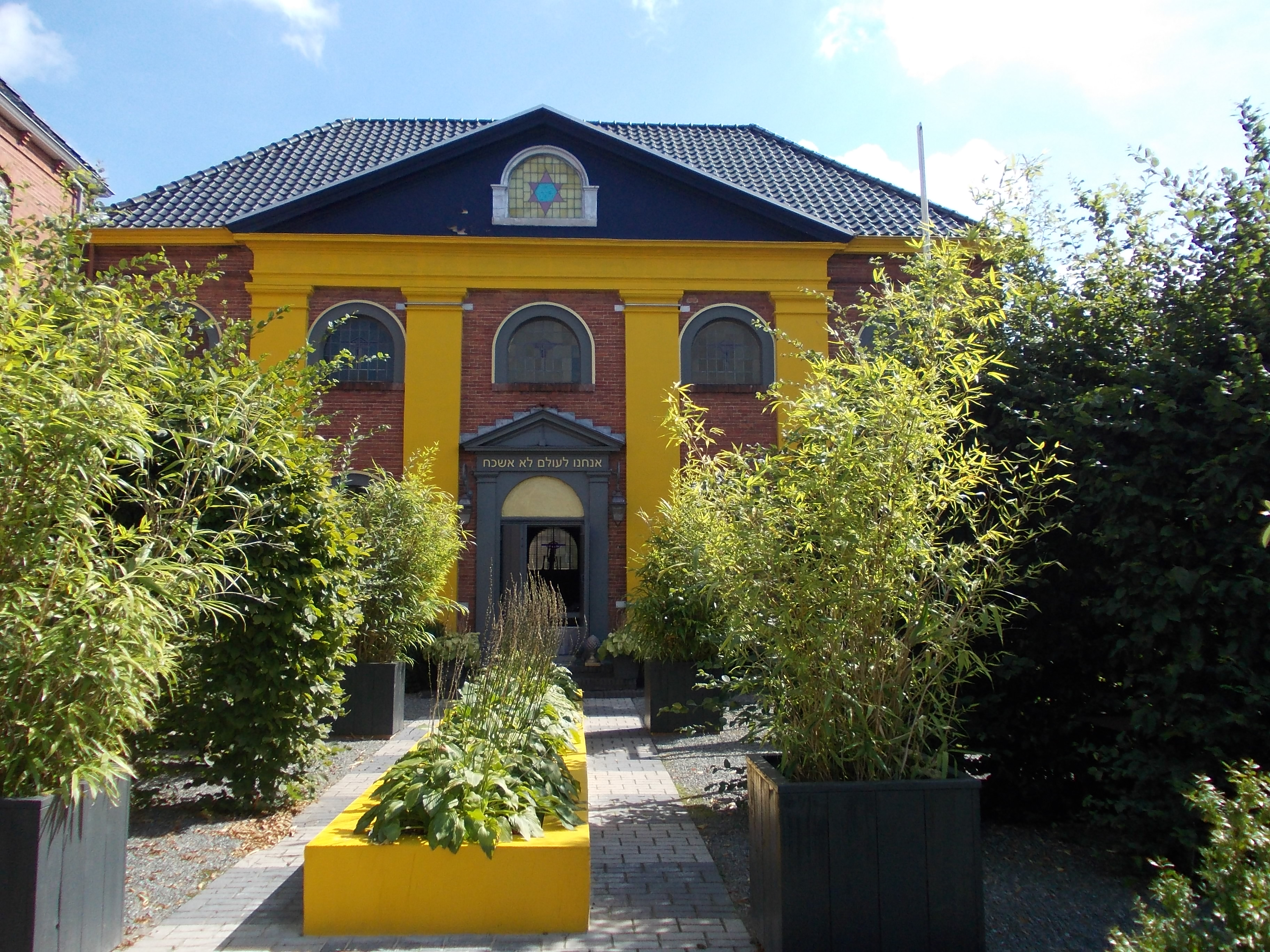
Synagoge aan Bosstraat uit 1854 (2012)

Aanvankelijk hielden zij hun erediensten in een synagoge aan de Buiten Venne. In 1797 werd de synagoge aan de Langestraat ingewijd. In 1850 voldeed deze synagoge niet meer aan de eisen waarop er in 1854 een nieuw gebouw in de Bosstraat in gebruik werd genomen. Links werd een rabbinaatswoning gebouwd en rechts ervan een school met onderwijzerswoning. De onderwijzerswoning is in 1976 afgebroken en de rabbinaatswoning is in 1986 uitgebrand. Aan het begin van de 20ste eeuw was de Joodse gemeente het grootst, er waren meer dan 850 leden. De synagoge was een ringsynagoge met samenkomsten van Joden uit de hele regio: Winschoten, Scheemda, Beerta, Midwolda, Finsterwolde en Nieuwolda.

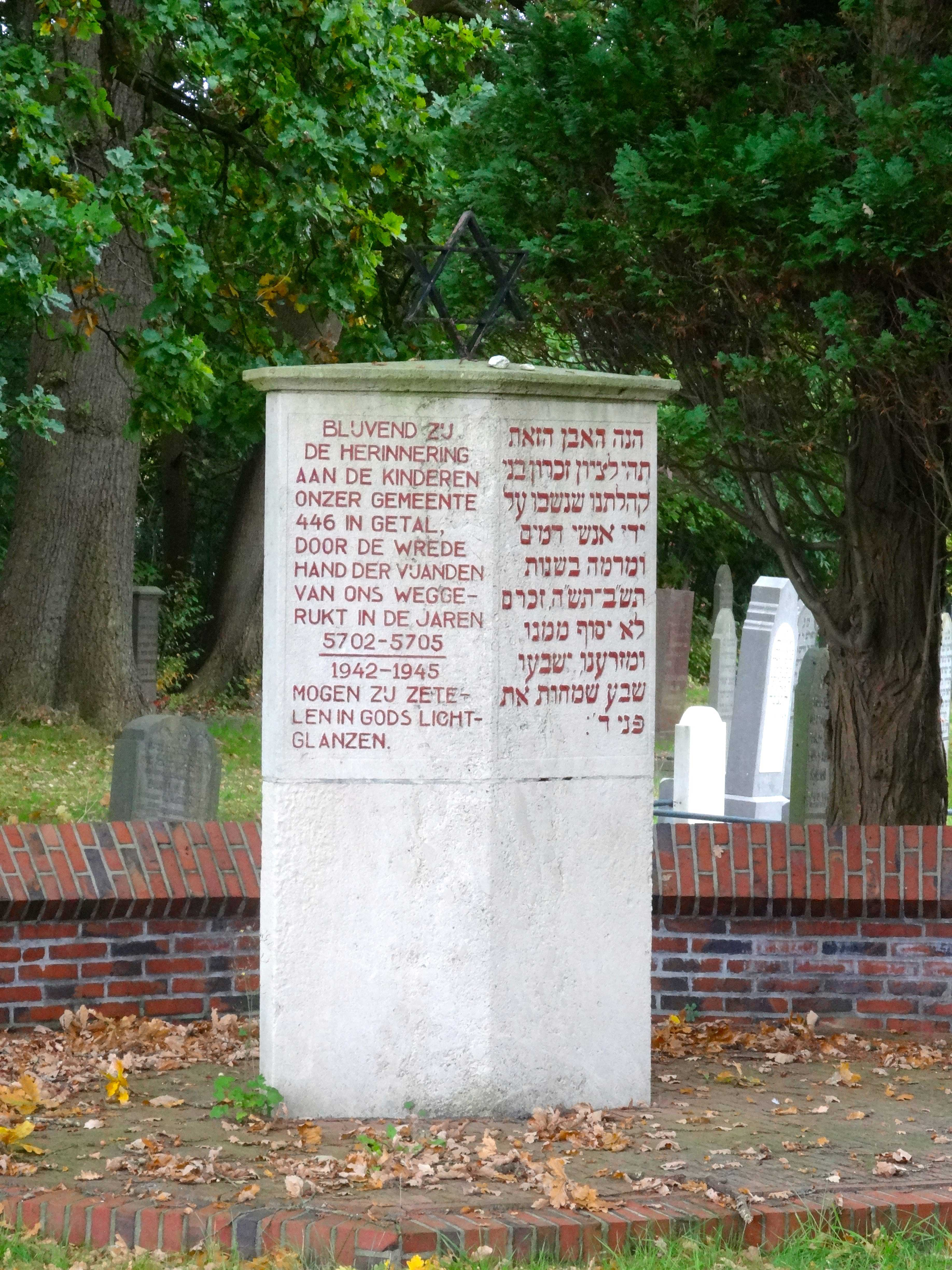
Herdenkingsmonument bij metaheerhuis op de Joodse begraafplaats aan de Sint Vitusholt

De geschiedenis van Winschoten kent een zeer zwarte bladzijde door het afvoeren van de Joden in de Tweede Wereldoorlog, die nagenoeg allen werden vermoord in concentratiekampen. Fotograaf Cobie Douma legde het leeghalen van een woning van Joden vast in één van haar foto's. In 1941 werd zij fulltime lerares op een huishoudschool in Winschoten, maar vond ook tijd om te fotograferen, hoewel dat door de bezetters verboden was. Winschoten werd in 1945 bevrijd door Belgische SAS, Canadese en Poolse troepen.
Er zijn twee Joodse begraafplaatsen in Winschoten. De eerste Joodse begraafplaats lag aan de Liefkenstraat in het centrum. Deze begraafplaats is in 1785 aangekocht en werd gebruikt tot 1828. In het begin van de negentiende eeuw moesten de begraafplaatsen buiten het centrum worden aangelegd. In 1828 werd daarom de begraafplaats Sint Vitusholt in gebruik genomen. Hierop staat een metaheerhuisje met een aparte ingang voor de kohaniem, gebouwd in 1876 en vervangen in 1932. Naast het metaheerhuisje staat een herinneringsmonument voor de Winschoter slachtoffers van de Jodenvervolging in de jaren 1940-1945. Dit herinneringsmonument is aangeboden door de 46 Winschoter Joodse overlevenden. Ook is er een kohaniempad. Op het oudste deel zijn vrouwen en mannen gescheiden begraven en rechts achterin is een graf voor de 54 stoffelijke resten van de begraafplaats aan de Liefkenstraat. In het najaar van 2016 werden tijdens rioolwerkzaamheden nog eens 19 graven ontdekt op een ander deel van de Liefkensstraat De begraafplaats werd daarna omringd door een metalen hek; middenin bevindt zich de weer terug gebrachte herinneringssteen. Er zijn in totaal 511 graven. De laatste begrafenis vond plaats in 1989.